# Diocesi di Sufes
La diocesi di Sufes (in latino Dioecesis Sufetana) è una sede soppressa e sede titolare della Chiesa cattolica.

## Storia
Sufes, identificabile con Sbiba nell'odierna Tunisia, è un'antica sede episcopale della provincia romana di Bizacena.
Sono quattro i vescovi documentati di Sufes. Privato prese parte al concilio di Cartagine convocato il 1º settembre 256 da san Cipriano per discutere della questione relativa alla validità del battesimo amministrato dagli eretici, e figura al 20º posto nelle Sententiae episcoporum.
Alla conferenza di Cartagine del 411, che vide riuniti assieme i vescovi cattolici e donatisti dell'Africa romana, presero parte il cattolico Massimino e il donatista Peregrino. Massimino partecipò anche al concilio indetto a Cartagine nel 419 da sant'Aurelio.
Eustrazio intervenne al sinodo riunito a Cartagine dal re vandalo Unerico nel 484, in seguito al quale venne esiliato; in precedenza, come ricorda Vittore di Vita nella sua storia delle persecuzioni vandale, Eustrazio era già stato esiliato una prima volta dal re Genserico (445-454). Eustrazio è menzionato nel Martirologio romano alla data del 28 novembre assieme ad altri vescovi perseguitati dai vandali.
Dal 1933 Sufes è annoverata tra le sedi vescovili titolari della Chiesa cattolica;  dal 31 maggio 2016 il vescovo titolare è Edward Michael Deliman, già vescovo ausiliare di Filadelfia.

## Cronotassi

### Vescovi
- Privato † (menzionato nel 256)
- Massimino † (prima del 411 - dopo il 419)
  - Peregrino † (menzionato nel 411) (vescovo donatista)
- Sant'Eustrazio † (menzionato nel 484)

### Vescovi titolari
- Irenaeus Hayasaka † (10 novembre 1942 - 6 gennaio 1946 deceduto)
- Charles Joseph van Melckebeke, C.I.C.M. † (14 marzo 1946 - 11 aprile 1946 nominato vescovo di Yinchuan)
- Carlo Maria Cavallera, I.M.C. † (19 giugno 1947 - 25 marzo 1953 nominato vescovo di Nyeri)
- Paul Dumouchel, O.M.I. † (25 febbraio 1955 - 13 luglio 1967 nominato arcivescovo di Keewatin-Le Pas)
- Jean-François Étienne Marie Joseph Ghislaine Gérard Motte, O.F.M. † (16 marzo 1968 - 19 gennaio 2001 deceduto)
- Richard Gerard Lennon † (29 giugno 2001 - 4 aprile 2006 nominato vescovo di Cleveland)
- Daniel Fernández Torres (14 febbraio 2007 - 24 settembre 2010 nominato vescovo di Arecibo)
- Edward Matthew Rice (1º dicembre 2010 - 26 aprile 2016 nominato vescovo di Springfield-Cape Girardeau)
- Edward Michael Deliman, dal 31 maggio 2016